# Falsepilysta ochraceomaculata
Falsepilysta ochraceomaculata là một loài bọ cánh cứng trong họ Cerambycidae.